# Monitilora bonneti
Monitilora bonneti is een tweekleppigensoort uit de familie van de Lucinidae. De wetenschappelijke naam van de soort is voor het eerst geldig gepubliceerd in 1923 door Cossmann.